# Миномётная бригада РККА
Миномётная бригада — тактическое соединение Рабоче-крестьянской Красной армии периода Великой Отечественной войны.
Сокращённое наименование — минбр.

## Описание
Миномётные бригады стали создаваться с декабря 1942 года. В их составе было три миномётных полка. Бригады с 160-мм миномётами получили обозначение тяжёлых. Тяжёлые миномётные бригады состояли из 4 дивизионов по 8 миномётов в каждом. В 1944 миномётов в дивизионе стало 12 единиц, а количество дивизионов уменьшилось до 3-х.
Миномётная бригада реактивных миномётов состояла, как правило, из 4 дивизионов по 2 батареи в каждом (всего 36 установок).
Миномётные бригады имели собственную нумерацию, отличную от нумерации прочих артиллерийских бригад.
Всего к концу Великой Отечественной войны в РККА была 101 миномётная бригада, из которых 19 тяжёлых бригад и 40 бригад на вооружении которых стояли реактивные миномёты.

## Состав
Состав миномётной бригады на лето 1944 года:
- Управление бригады
  - Штаб (20 офицеров, 5 солдат, 25 винтовок, 4 грузовика, 2 автомобиля)
  - Политический штаб (3 офицера, 3 винтовки, 1 автомобиль)
  - Штаб снабжения (10 офицеров, 10 солдат, 20 винтовок, 2 грузовика, 1 автомобиль)
  - Штабная батарея (5 офицеров, 119 солдат, 98 винтовок, 24 пистолет-пулемёта, 3 12.7-мм крупнокалиберных пулемёта, 12 грузовиков, 1 полевая кухня, 4 радиостанции)
- 3 миномётных полка (всего в 3 полках: 279 офицеров, 1 188 солдат, 1 185 винтовок, 111 пистолет-пулемётов, 54 ручных пулемёта, 108 14,5-мм противотанковых ружей, 108 120-мм миномётов, 216 грузовиков, 27 автомобилей, 15 кухонь и 48 радиостанций)
  - Штабной взвод
  - 2 миномётных дивизиона, в каждом 3 батареи (в каждой батарее 6 120-мм миномётов, 6 ПТ-ружей, 3 ручных пулемёта)
  - Медицинский взвод (3 офицера, 8 солдат, 1 грузовик, 1 автомобиль)
  - Походная мастерская (6 офицеров, 18 солдат, 24 винтовки, 3 грузовика, 3 автомобиля)
  - Взвод боепитания (1 офицер, 30 солдат, 31 винтовка, 30 грузовиков).[4]